# Pallacanestro maschile ai XVII Giochi panamericani
Il Campionato maschile di pallacanestro ai XVII Giochi panamericani si è svolto dal 21 al 25 luglio 2015 a Toronto, in Canada, durante i XVII Giochi panamericani. Le gare si sono disputate al "Ryerson Athletic Centre" di Toronto. Campione uscente era la nazionale di Porto Rico, che nel 2011 in Messico si impose in finale sui padroni di casa.

## Squadre partecipanti
- Argentina
- Brasile
- Canada
- Messico
- Porto Rico
- Rep. Dominicana
- Stati Uniti
- Venezuela

## Prima fase

### Girone A

#### Classifica
| Squadra     | G | V | P | PF  | PS  | DP  | P.ti |
| ----------- | - | - | - | --- | --- | --- | ---- |
| Brasile     | 3 | 3 | 0 | 264 | 206 | +58 | 6    |
| Stati Uniti | 3 | 2 | 1 | 270 | 225 | +45 | 5    |
| Porto Rico  | 3 | 1 | 2 | 218 | 266 | –48 | 4    |
| Venezuela   | 3 | 0 | 3 | 198 | 253 | –55 | 3    |

#### Risultati
| Arbitri: | Michael Weiland Robinson Aracena Vásquez Fabricio Vito |

|           |       |                     |
| Benite 16 | Punti | 8 Clavell, de Jesus |

| Arbitri: | Reynaldo Mercedes Juan Fernandez Judith Hodelin Mendoza |

|            |       |                  |
| Wilkins 21 | Punti | 14 Cox, Bethelmy |

| Arbitro: | Reynaldo Mercedes |

|                    |       |           |
| Cox, Colmenares 16 | Punti | 14 Benite |

| Arbitro: | Juan Fernández |

|           |       |          |
| Mujica 15 | Punti | 16 Brown |

| Arbitro: | Matthew Kallio |

|          |       |          |
| Barea 27 | Punti | 19 Lewis |

| Arbitro: | Reynaldo Mercedes |

|             |       |           |
| Langford 17 | Punti | 34 Benite |

### Girone B

#### Classifica
| Squadra         | G | V | P | PF  | PS  | DP  | P.ti |
| --------------- | - | - | - | --- | --- | --- | ---- |
| Canada          | 3 | 3 | 0 | 289 | 247 | +42 | 6    |
| Rep. Dominicana | 3 | 1 | 2 | 253 | 255 | –2  | 4    |
| Argentina       | 3 | 1 | 2 | 247 | 244 | +3  | 4    |
| Messico         | 3 | 1 | 2 | 232 | 275 | –43 | 4    |

#### Risultati
| Arbitro: | Luis Vázquez |

|              |       |                 |
| Hernández 19 | Punti | 21 Laprovíttola |

| Arbitro: | Cristiano Maranho |

|           |       |          |
| Heslip 24 | Punti | 17 Suero |

| Arbitro: | Jesed Díaz Bloncourt |

|            |       |         |
| Stokley 22 | Punti | 21 Cruz |

| Arbitro: | Cristiano Maranho |

|             |       |              |
| Campazzo 23 | Punti | 24 Nicholson |

| Toronto 22 luglio 2015                               | Rep. Dominicana | 70 – 80 (18-18, 32-44, 52-54) referto | Argentina | Ryerson Athletic Centre |
| \| \| \| \| \| Stokley 19 \| Punti \| 21 Brussino \| |                 |                                       |           |                         |
|                                                      |                 |                                       |           |                         |
| Stokley 19                                           | Punti           | 21 Brussino                           |           |                         |

| Arbitro: | Luis Vázquez |

|           |       |                  |
| Heslip 20 | Punti | 24 Méndez-Valdez |

## Fase finale
|  | Semifinali      | Semifinali      | Semifinali |        |         | Finale          | Finale          | Finale          |  |
|  |                 |                 |            |        |         |                 |                 |                 |  |
|  | Brasile         | Brasile         | 68         |        |         |                 |                 |                 |  |
|  | Brasile         | Brasile         | 68         |        |         |                 |                 |                 |  |
|  | Rep. Dominicana | Rep. Dominicana | 62         |        |         |                 |                 |                 |  |
|  | Rep. Dominicana | Rep. Dominicana | 62         |        | Brasile | Brasile         | 86              |                 |  |
|  |                 |                 |            |        | Brasile | Brasile         | 86              |                 |  |
|  |                 |                 | Canada     | Canada | 71      |                 |                 |                 |  |
|  | Canada          | Canada          | Canada     | Canada | 71      | 111             |                 |                 |  |
|  | Canada          | Canada          |            |        |         | 111             |                 |                 |  |
|  | Stati Uniti     | Stati Uniti     | 108        |        |         | Finale 3º posto | Finale 3º posto | Finale 3º posto |  |
|  | Stati Uniti     | Stati Uniti     | 108        |        |         |                 |                 |                 |  |
|  |                 |                 |            |        |         |                 |                 |                 |  |
|  |                 |                 |            |        |         | Rep. Dominicana | Rep. Dominicana | 82              |  |
|  |                 |                 |            |        |         | Rep. Dominicana | Rep. Dominicana | 82              |  |
|  |                 |                 |            |        |         | Stati Uniti     | Stati Uniti     | 87              |  |

### Finale 7º posto
| Arbitri: | Gina Cross Matthew Kallio Fabiano Huber |

|        |       |                    |
| Cox 24 | Punti | 11 González, Ramos |

### Finale 5º posto
| Arbitri: | Robinson Aracena Vásquez Hector Sanchez Daniel Garcia |

|             |       |             |
| de Jesús 12 | Punti | 17 Campazzo |

### Semifinali
| Arbitri: | Luis Vázquez Michael Weiland Juan Fernández |

|           |       |            |
| Benite 18 | Punti | 15 Stokley |

| Arbitri: | Cristiano Maranho Reynaldo Mercedes Omar Mariscal |

|          |       |              |
| Brown 25 | Punti | 31 Nicholson |

### Finale 3º posto
| Arbitri: | Cristiano Maranho Michael Weiland Fabricio Vito |

|            |       |          |
| Stokley 16 | Punti | 19 Brown |

### Finale 1º posto
| Arbitri: | Reynaldo Mercedes Luis Vázquez Juan Fernández |

|                        |       |            |
| Lima, Taylor, Souza 13 | Punti | 18 Bennett |

## Classifica finale
| Pos. | Squadra         | Formazione |
| ---- | --------------- | --- |
|      | Brasile         | Brasile4 Fischer, 5 Rafael Luz, 6 Lima, 7 Taylor, 8 Benite, 10 Olivinha, 11 Hettsheimeir, 12 Mineiro, 13 João Paulo, 14 Meindl, 15 Marcus Toledo, All. Rubén Magnano        |
|      | Canada          | Canada4 Murray, 5 Cadougan, 6 Ejim, 7 Nicholson, 8 English, 9 Brooks, 10 Bennett, 11 Doornekamp, 12 Heslip, 13 Mullings, 14 Wiltjer, 15 Bhullar, All. Jay Triano            |
|      | Stati Uniti     | Stati Uniti4 Trimble, 5 Langford, 6 Brown, 7 Baker, 8 Brogdon, 9 Valentine, 10 Long, 11 Randolph, 12 Wilkins, 13 Tarczewski, 14 Prince, 15 Hollins, All. Mark Few           |
| 4.   | Rep. Dominicana | Rep. Dominicana4 Dicent, 5 Fortuna, 6 Acosta, 7 Mendoza, 8 Santana, 9 Feliz, 10 Suero, 11 Guzmán, 12 Delgado, 13 Stockley, 14 Morillo, 15 García, All. José Mercedes        |
| 5.   | Argentina       | Argentina4 Vildoza, 5 Richotti, 6 Mata, 7 Campazzo, 8 Laprovíttola, 9 Brussino, 10 Aguerre, 11 Gallizzi, 12 Delía, 13 Torres, 14 Bortolín, 15 Garino, All. Sergio Hernández |
| 6.   | Porto Rico      | Porto Rico4 Villafañe, 5 Barea, 6 Young, 7 Mojica, 8 Clavell, 9 Collier, 10 Ayuso, 11 Carmona, 12 Browne, 13 de Jesús, 14 Clemente, 15 Graham, All. Rick Pitino             |
| 7.   | Venezuela       | Venezuela0 Echenique, 4 Marriaga, 5 G. Vargas, 6 Cox, 7 Zamora, 8 Cubillán, 10 J. Vargas, 11 Bethelmy, 15 Ruiz, 19 Guillént, 20 Lewis, 43 Colmenares, All. Néstor García    |
| 8.   | Messico         | Messico4 González, 5 Ramos, 6 Garibay, 7 Toussaint, 8 López, 9 Cruz, 10 Girón, 11 Meza, 12 Hernández, 13 Méndez-Valdez, 14 Zamora, 15 Gutiérrez, All. Sergio Valdeolmillos  |